# Piazza Santo Stefano
La Piazza Santo Stefano (piâza San Stêven en bolonais, connue aussi sous le nom de Piazza delle Sette Chiese, « place des Sept Églises ») est une place de Bologne. Il s'agit en réalité d’un élargissement triangulaire de la via Santo Stefano, la dénomination Piazza Santo Stefano n'apparaissant pas dans l’annuaire officiel des rues de la ville, bien qu'elle soit d'un usage commun parmi les habitants.

## Histoire
L'élargissement de la via Santo Stefano à ce niveau était autrefois connu sous le nom de Trebbo dei Beccadelli, soit « lieu où se réunissait la famille des Beccadelli (it) », laquelle famille y possédait des appartements. Un grand chêne s'y dressait, entouré d'autres arbres et de bancs où se seraient retrouvés les notables de la ville. À la suite de l’expulsion des Beccadelli dans les années 1330, au milieu des affrontements entre les grandes familles de Bologne, le chêne séculaire fut abattu et les maisons de la famille furent vendues.

## Description

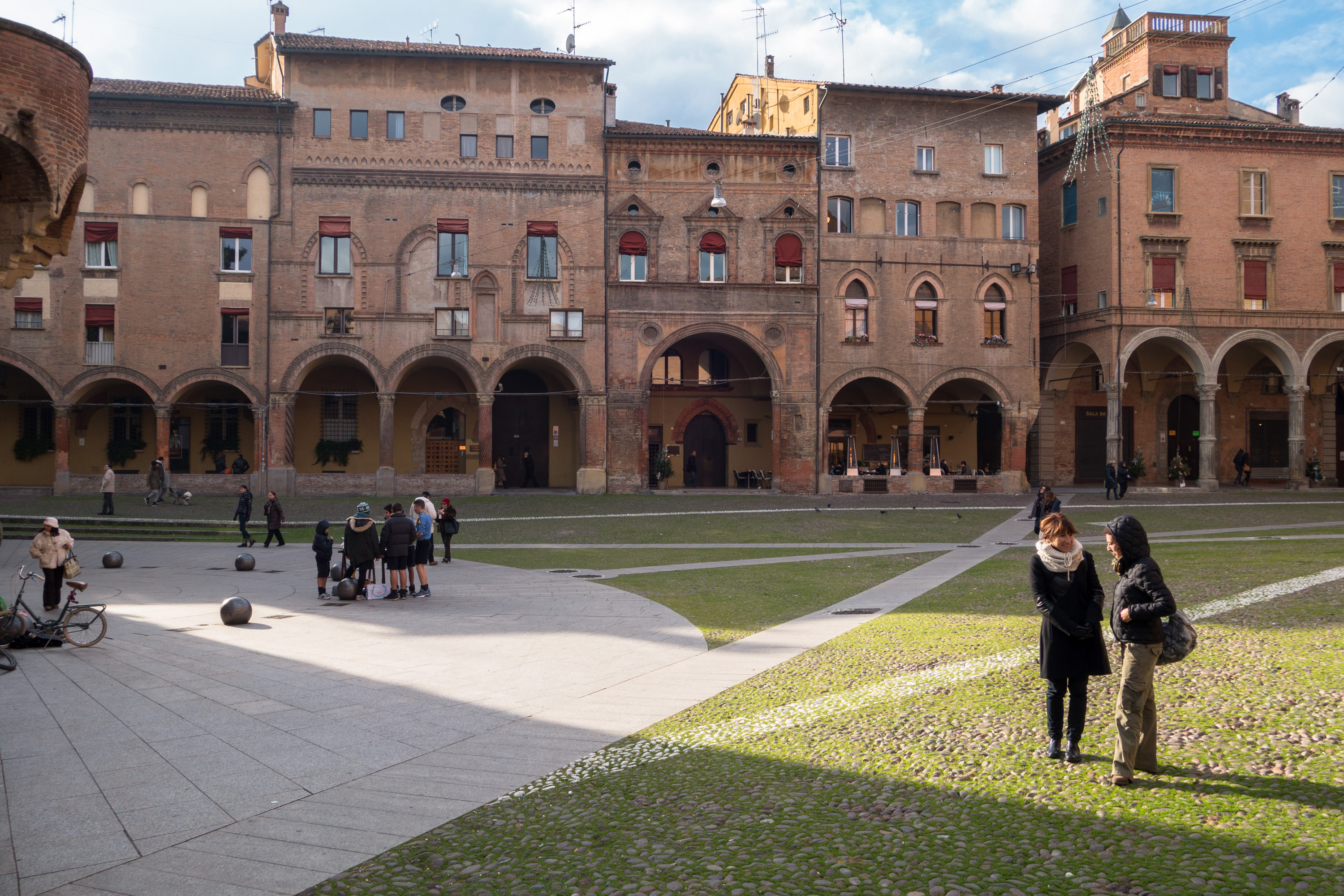
Les façades des hôtels des Beccadelli, Bovi et Tacconi sur la Piazza Santo Stefano.

C'est un endroit caractéristique du centre historique de Bologne. Si l'on vient des tours de Bologne, on découvre au fond de la place le complexe de la basilique Santo Stefano, appelé les « Sept Églises » (Sette Chiese), avec au premier plan l'église du Crucifix, de style roman, à nef unique, qui remonte au VIIIe siècle. À l'angle gauche de sa façade, se trouve l'arengario, balcon circulaire duquel on bénissait les fidèles et d'où on leur présentait les reliques.
La place, souvent utilisée pour des manifestations culturelles et des concerts, est entourée de palais imposants : sur le côté sud, le palazzo Bolognini Amorini Salina (it), célèbre pour sa frise composée de têtes en terre cuite, et une rangée de maisons de marchands du XVe siècle ayant appartenu à des époques diverses aux familles Beccadelli, puis Bovi et Tacconi ; en face, les palazzo Isolani (it), anciennement Lupari et Bolognini, acquis et réunis à des époques diverses par la famille Isolani. Le passage Corte Isolani (it), traversant ces derniers édifices, permet de rejoindre vers le nord la Strada Maggiore.

## Source d'inspiration
En 2005, le chanteur bolonais Cesare Cremonini a consacré à cette place la chanson Piazza Santo Stefano.

## Galerie

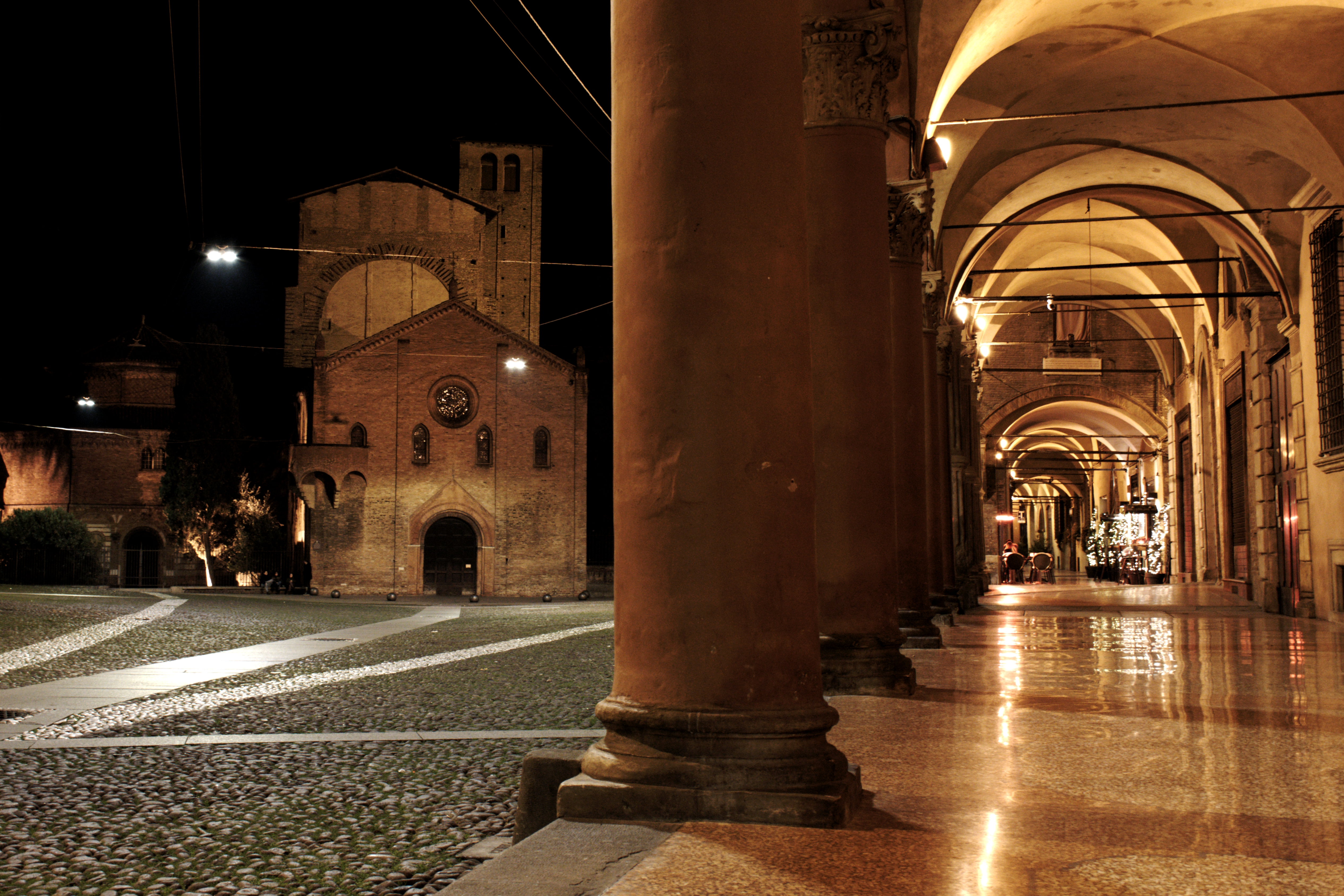
Vue nocturne de la Piazza S. Stefano et de ses arcades.
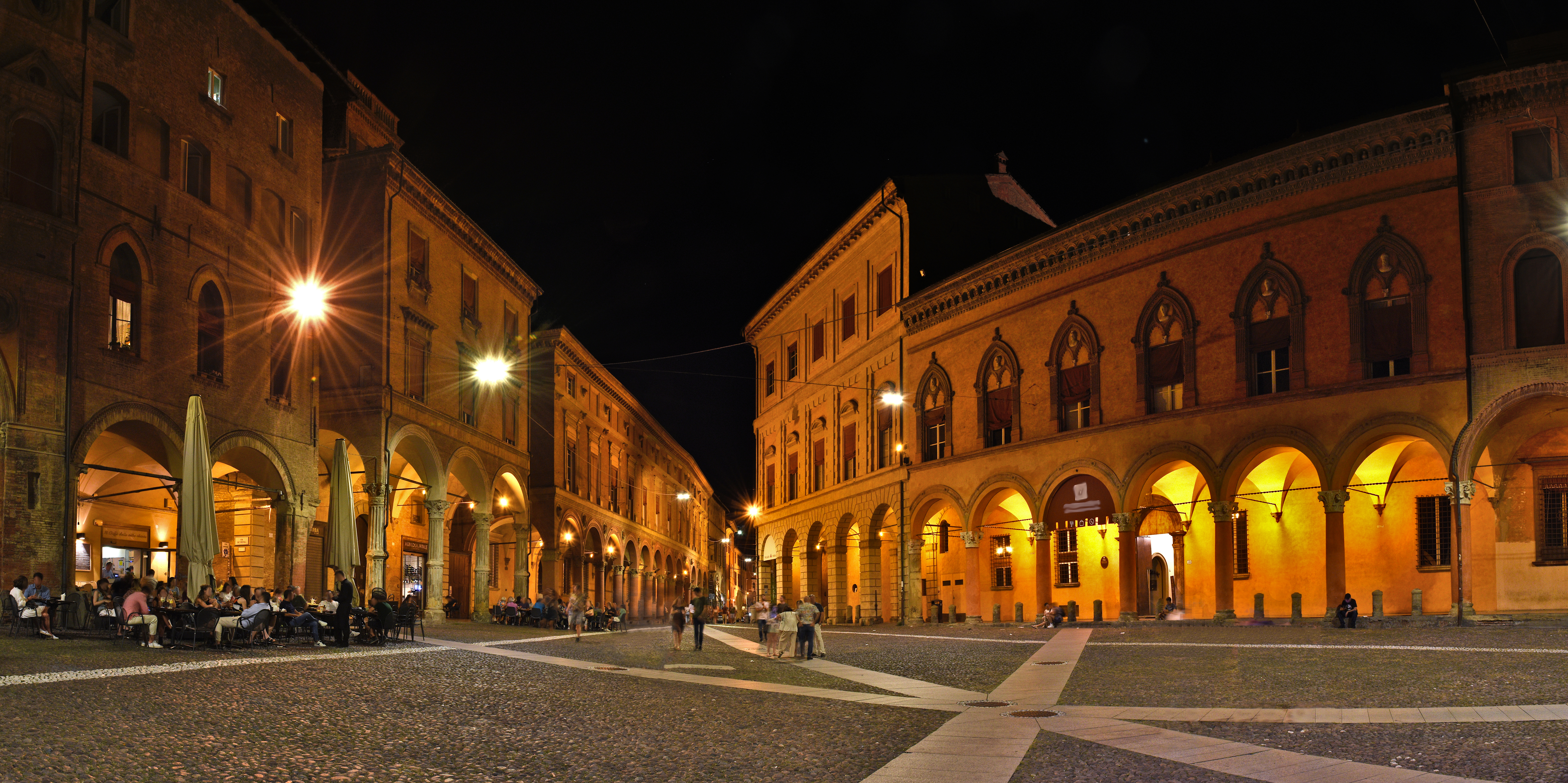
Vue dos à l’église.